# Jean Baptiste Elie de Beaumont
Jean-Baptiste-Armand-Louis-Leoncé Elie de Beaumont (Canon, 1798 – Parigi, 1874) è stato un geologo francese.
Fu professore di geologia all'École des mines e al Collège de France. Nel 1835 divenne ispettore generale delle miniere e nel 1860 vice presidente del Consiglio generale delle miniere e grande ufficiale della Legion d'Onore.
Le teorie sulle origini delle catene montuose e sui cataclismi, che divulgò in Notice sur le système des montagnes  e in Recherches sur quelques-unes des rèvolutions de la surface du globe, suscitarono innumerevoli ed appassionate discussioni, ma caddero presto nell'oblio.
La migliore opera di Elie de Beaumont resta la preparazione e pubblicazione, in collaborazione con Ours-Pierre-Armand Petit-Dufrénoy, della carta geologica della Francia in scala 1:500 000.